# Tristan Lake Leabu
Pour les articles homonymes, voir Lake.
Tristan Lake Leabu est un acteur américain, né le 19 août 1999. Il est principalement connu pour avoir interprété le rôle de Jason White, le fils de Lois Lane et de Superman, dans le film de 2006 Superman Returns.

## Filmographie partielle

### Cinéma
- 2006 : Superman Returns : Jason White

### Télévision
- 2007 : Supernatural
- 2007 : L'Empreinte du passé (While the Children Sleep) (téléfilm) : Max Eastman
- 2011 : Chester : Jacob
- 2012 : Least Among Saints : Wade
- 2012 : Hawaii Five-0 (saison 3, épisode 11 : Kahu) : Ethan Ewana
- 2013 : All American Christmas Carol : Harley
- 2013 : À la recherche de l'esprit de Noël (The Christmas Spirit) (téléfilm) : Christopher
- 2017 : Les Feux de l'Amour (feuilleton) : Reed Hellstrom

## Distinctions

### Récompenses
- Young Artist Award : 
  - Meilleure prestation dans un film - Second rôle masculin 2007 (Superman Returns)

### Nominations
- Saturn Award :
  - Nommé au Saturn Award du meilleur jeune acteur 2007 (Superman Returns)